# Hamád Abú Rabía
Hamád Abú Rabía (hebrejsky: חמאד אבו-רביעה, Cham'ad Abu Rabi'a, arabsky: حماد أبو ربيعة, žil 1929 – 12. ledna 1981) byl izraelský politik a poslanec Knesetu za strany Arabská kandidátka pro beduíny a venkovany, Ma'arach a Sjednocená arabská kandidátka.

## Biografie
Narodil se v Negevské poušti. Studoval na základní škole v Beer Ševě a na střední škole v Hebronu. Patřil do komunity izraelských Arabů, respektive izraelských beduínů.

## Politická dráha
Ve věku osmnácti let se stal šejchem svého kmene. Ve volbách v roce 1973 byl poprvé zvolen do Knesetu, a to za kandidátní listinu Arabská kandidátka pro beduíny a venkovany. Zastával post člena výboru pro jmenování islámských soudců, výboru pro záležitosti vnitra a životního prostředí a výboru pro veřejné služby. V průběhu volebního období fúzovala jeho strana dočasně se stranou Ma'arach, aby se pak opětovně osamostatnila a nakonec vplynula do nové formace zvané Sjednocená arabská kandidátka. Za ni byl zvolen ve volbách v roce 1977. Mandát ale získal až dodatečně, v dubnu 1979, po rezignaci poslance Sajfuddína az-Zuabího. Šlo o předem dohodnutou rotaci kandidátů. Stal se členem výboru pro ekonomické záležitosti. I on měl později uvolnit místo v Knesetu ve prospěch dalšího kandidáta Džabara Muadího, ale neučinil tak. Byl zavražděn syny Džabara Muadího, který po jeho smrti skutečně zaujal místo v Knesetu. Stal se tak vůbec prvním zavražděným izraelským poslancem.